# Ascocephalophora
Ascocephalophora es un género de hongos en la familia Dipodascaceae. Es un género monotípico que contiene la especie Ascocephalophora petasiformis.